# Baraily
Baraily é uma cidade e uma nagar panchayat no distrito de Raisen, no estado indiano de Madhya Pradesh.

## Demografia
Segundo o censo de 2001, Baraily tinha uma população de 25 216 habitantes. Os indivíduos do sexo masculino constituem 53% da população e os do sexo feminino 47%. Baraily tem uma taxa de literacia de 69%, superior à média nacional de 59,5%; com 58% para o sexo masculino e 42% para o sexo feminino. 15% da população está abaixo dos 6 anos de idade.